# Alte Prager Hütte
Die Alte Prager Hütte war eine Alpenvereinshütte und ist seit 2009 außer Betrieb. Sie wird seit 2019 nach einem Umbau vom Deutschen Alpenverein als Museum betrieben und ist jeweils von Mitte Juni bis Mitte September für die Öffentlichkeit zugänglich. Die Hütte liegt auf 2489 m ü. A. südöstlich des Großvenedigers in Osttirol in Österreich.

## Geschichte

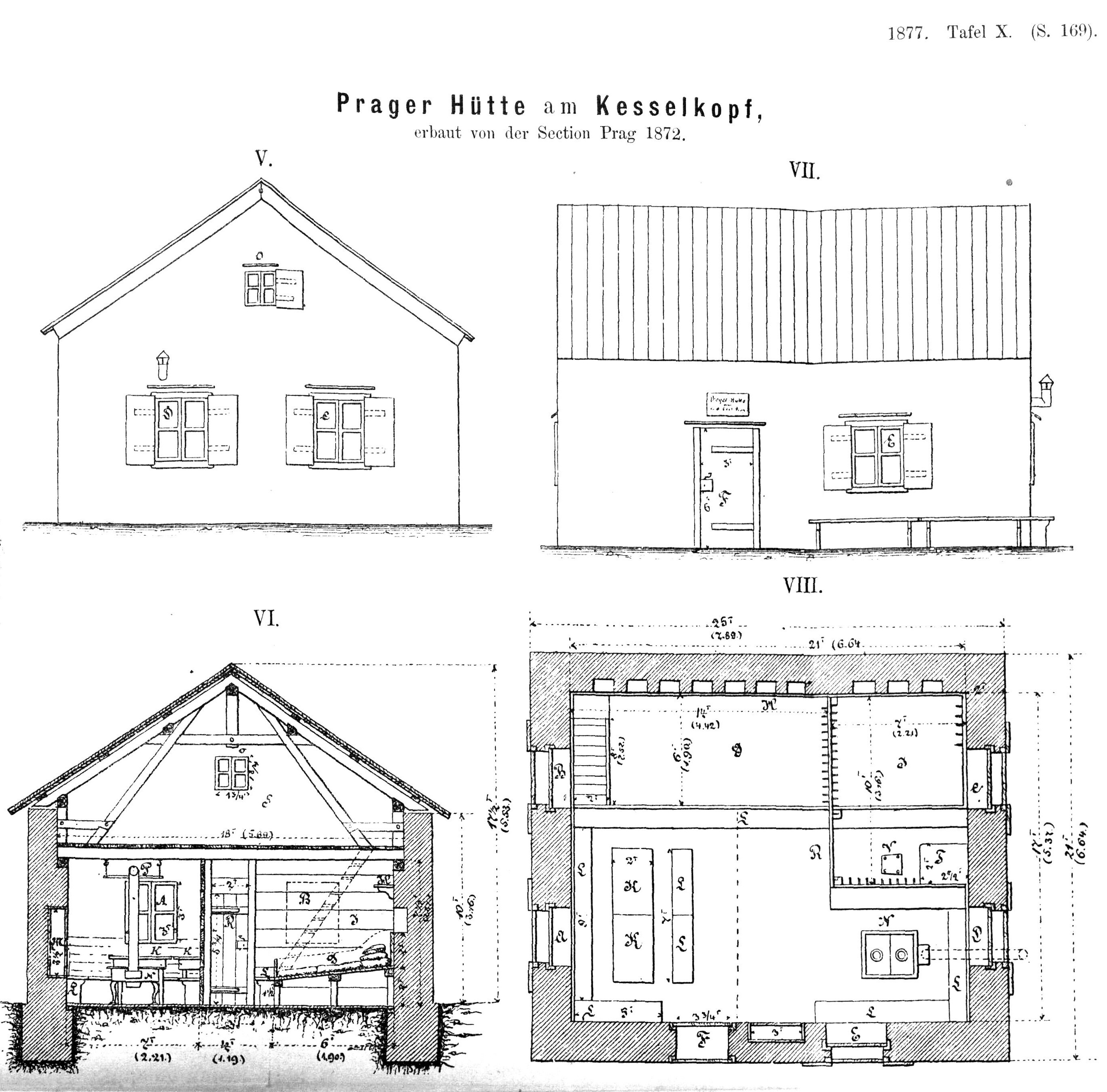
Entwurfszeichnung der Prager Hütte (1872) von Johann Stüdl

Die Hütte wurde 1872 von der Sektion Prag des Deutschen Alpenvereins (DAV) erbaut, doch bereits nach vier Jahren durch eine Lawine zerstört. So erbaute die Sektion 1877 erneut eine Hütte, diesmal für 45 Personen. Instandsetzungen erfolgten 1923 und 1972. 1901/03 wurde noch weiter oben die Neue Prager Hütte errichtet, eine Gehstunde oberhalb.
Um die Kosten für Unterhalt und weitere Sanierungen der Hütten bewältigen zu können, hatte sich 1992 die Sektion Prag der Sektion Oberland als Ortsgruppe angeschlossen. Dennoch erhielt die Hütte aufgrund ihres Zustandes 2009 keine Betriebserlaubnis mehr. Der erforderliche Umbau der Hütte nach heutigen Maßstäben wäre einem Neubau gleichgekommen. 2010 wollte die Sektion Matrei des Österreichischen Alpenvereins die Hütte erwerben. Dies scheiterte jedoch.
Das Gebäude wurde 2011 per Bescheid unter Denkmalschutz gestellt, weil es sich um eine von nur wenigen einfachen Alpenvereinshütten im Hochgebirge handelt, die noch weitgehend unverfälscht erhalten geblieben sind. 2013 wurde die Hütte zusammen mit der Neuen Prager Hütte vom Deutschen Alpenverein selbst übernommen, da der finanzielle Aufwand, beide Hütten zu erhalten und wirtschaftlich zu führen, die Möglichkeiten einer Sektion überstieg.

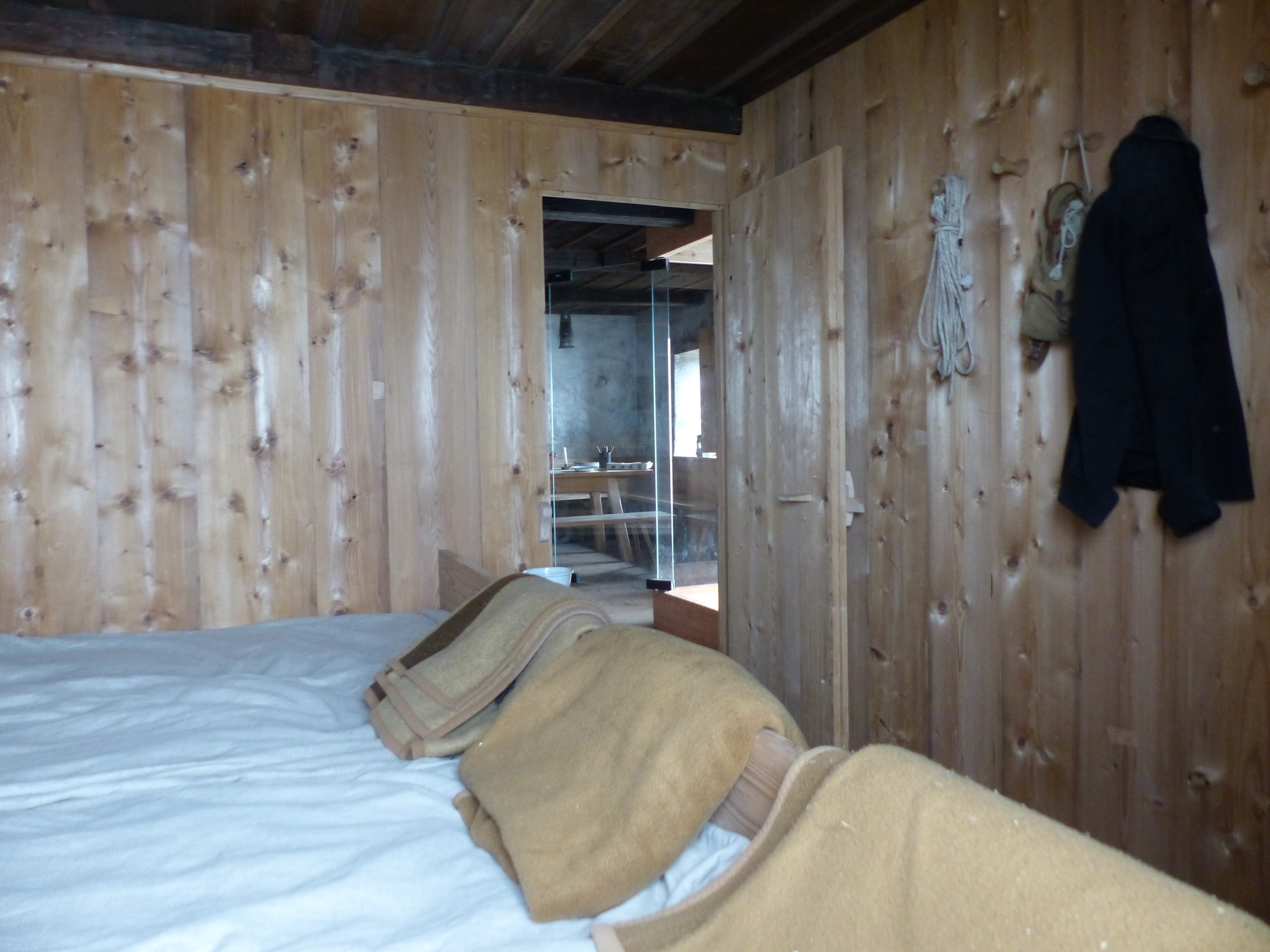
Museum: Rekonstruktion von Lager und (im Hintergrund) des Essbereichs, dazwischen Glaswand im Eingangsbereich

Zum Erhalt wurde die Hütte von 2017 bis 2019 anhand alter Pläne in den Urzustand versetzt und zum höchstgelegenen Museum Österreichs umgebaut, das am 19. Juli 2019 unter anderem durch den DAV-Vizepräsidenten Roland Stierle feierlich eingeweiht wurde. Durch eine Glaswand im Eingangsbereich ist ein Blick in die Hütte, die historisch eingerichtet ist, möglich. Das Museum ist jeweils von Mitte Juni bis Mitte September geöffnet.
Zugleich dient die Hütte für Forschungszwecke des Nationalparks Hohe Tauern als einfache Unterkunft und Materiallager. An der Hütte wurde eine Wetterstation eingerichtet – diese zeichnet zweimal täglich ein Webcambild mit Blick auf das Schlatenkees und den Großvenediger auf, die Temperaturdaten der Wetterstation können in 15-Minuten-Intervallen in Hydro-Online des Landes Tirol abgerufen werden. Die Station zeichnet weitere für die Forschung relevante Daten auf.

## Anreise
- Anreise per PKW: gebührenpflichtiger Parkplatz am Matreier Tauernhaus
- Anreise per Bus: Haltestelle Matrei in Osttirol, Abzw. Tauernhaus der Buslinie Kitzbühel – Lienz in Osttirol. Fahrtdauer von den Endhaltestellen ungefähr 1 Stunde, dort sowie in Mittersill Umsteigemöglichkeit zur ÖBB
- vom Matreier Tauernhaus fährt ein Taxi, eine Pferdekutsche sowie ein traktorbetriebener Bummelzug nach Innergschlöß.

## Aufstieg
- Vom Matreier Tauernhaus 1512 m ü. A. über das Innergschlöß (Venedigerhaus, 1725 m), ca. 3,5 bis 4 Stunden

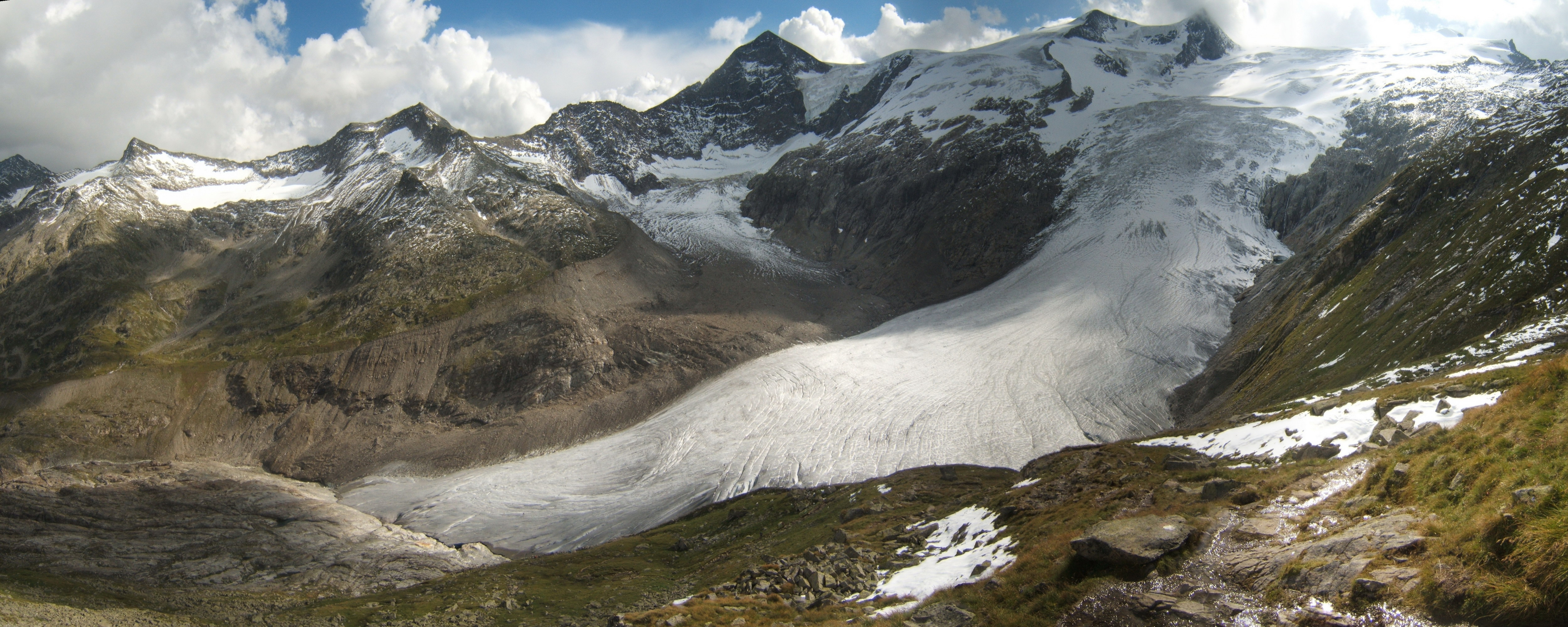
Ausblick von der Hütte auf die Venedigergruppe, vorne das Schlatenkees (2005). Gipfel wie u. a. Hoher Zaun und Schwarze Wand sind annotiert

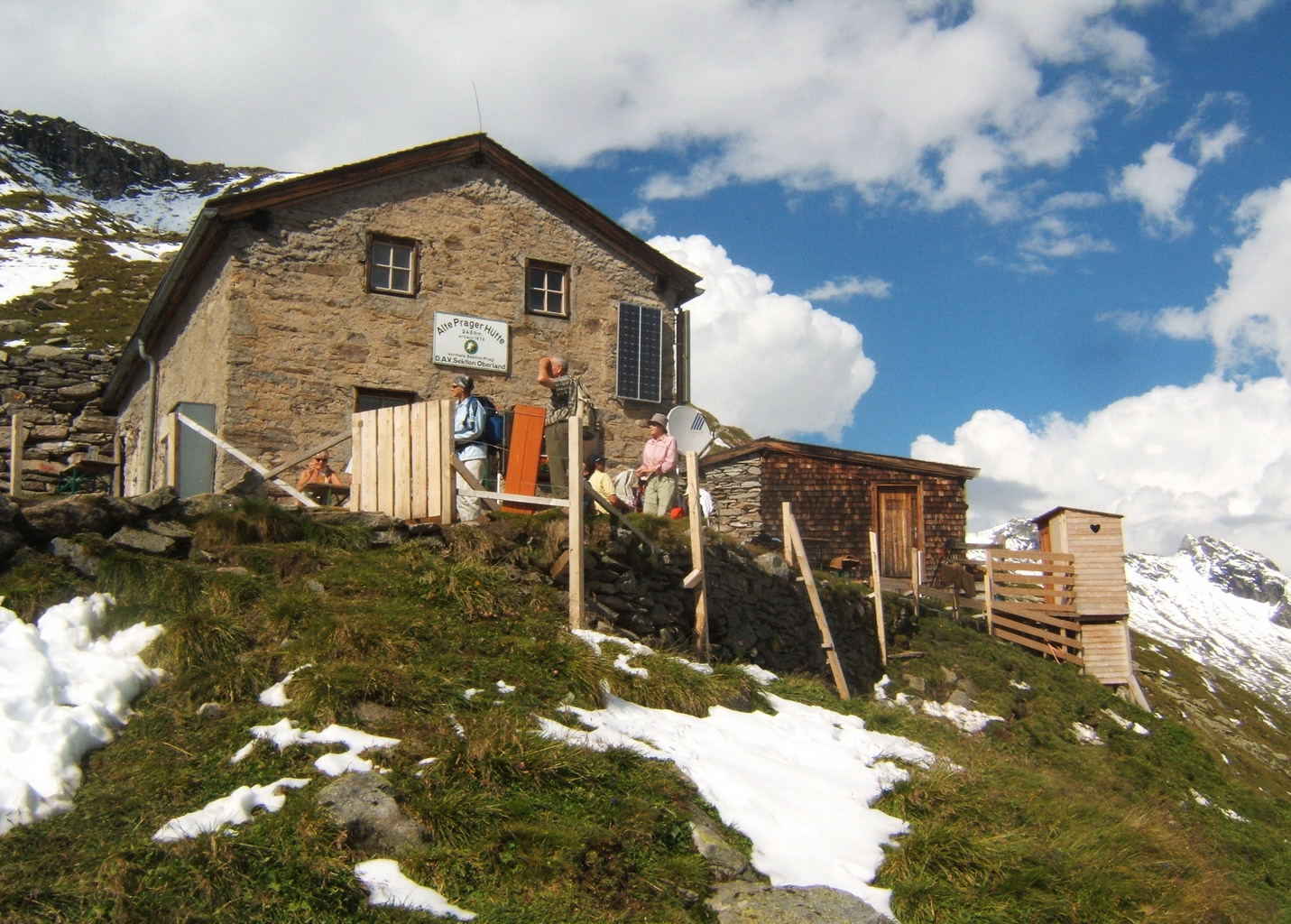
Alte Prager Hütte (2005)

## Übergänge
- Neue Prager Hütte: 1 h
- St. Pöltner Hütte: 5 h
- Badener Hütte: 4 h
- Neue Fürther Hütte: 5 h
- Kürsingerhütte: 6 h
- Defreggerhaus: 6 h
- Neue Thüringer Hütte: 5 h

## Touren
- Vorderer Kesselkopf (2997 m), II: 0,5 h
- Großvenediger (3657 m): 4,5 h
- Kleinvenediger (3468 m): 4 h
- Hohes Aderl (3506 m): 4 h
- Rainerhorn (3559 m): 4,5 h
- Schwarze Wand (3503 m): 4 h
- Hoher Zaun (3451 m): 4,5 h
- Kristallwand (3310 m): 5,5 h